# Pro Patria et Libertate Unione degli Sports Bustesi 1933-1934
Questa voce raccoglie le informazioni riguardanti la Pro Patria et Libertate nelle competizioni ufficiali della stagione 1933-1934.

## Stagione
Nella stagione 1933-1934 la Pro Patria vuole subito risalire in Serie A. Disputa un buon campionato, ma fallisce l'obiettivo principale. Accede comunque al girone finale che assegna una sola promozione, piazzandosi al quarto posto dietro a Sampierdarenese, Bari e Modena.

## Rosa
| N. |                   | Ruolo | Calciatore          |
| -- | ----------------- | ----- | ------------------- |
|    | Italia (bandiera) | D     | Giuseppe Arnoldi    |
|    | Italia (bandiera) | A     | Carlo Azzimonti     |
|    | Italia (bandiera) | C     | Attilio Belloni     |
|    | Italia (bandiera) | A     | Giovanni Candiani   |
|    | Italia (bandiera) | C     | Gastone Cazzaniga   |
|    | Italia (bandiera) | P     | Gaetano Colombo     |
|    | Italia (bandiera) | D     | Mario Crenna        |
|    | Italia (bandiera) | A     | Mario Dalfini       |
|    | Italia (bandiera) | A     | Adolfo Dusi         |
|    | Italia (bandiera) | C     | Giuseppe Fiammenghi |
|    | Italia (bandiera) | C     | Angelo Giani        |

| N. |                   | Ruolo | Calciatore          |
| -- | ----------------- | ----- | ------------------- |
|    | Italia (bandiera) | A     | Mario Loetti        |
|    | Italia (bandiera) | C     | Giuseppe Lombardini |
|    | Italia (bandiera) | A     | Pierino Luraghi     |
|    | Italia (bandiera) | D     | Pio Mara            |
|    | Italia (bandiera) | C     | Cesare Pellegatta   |
|    | Italia (bandiera) | A     | Giuseppe Pinciroli  |
|    | Italia (bandiera) | A     | Italo Rossi         |
|    | Italia (bandiera) | C     | Antonio Severi      |
|    | Italia (bandiera) | P     | Bonifacio Smerzi    |
|    | Italia (bandiera) | C     | Gustavo Tremolada   |
|    | Italia (bandiera) | D     | Pasquale Viganò     |

## Risultati

### Serie B (girone A)

#### Girone di andata
| Arbitro: | Scotto (Savona) |

|             |           |                          |
| Roncati 36’ | Marcatori | 11’ Cazzaniga 75’ Loetti |

| 17 settembre 1933 2ª giornata |  | – Turno di riposo PRO PATRIA |  |  |

| Arbitro: | Bertoli (Vicenza) |

|              |           |            |
| Azimonti 37’ | Marcatori | 45’ Degara |

| Arbitro: | Gonani (Ravenna) |

|              |           |  |
| Barisone 54’ | Marcatori |  |

| Arbitro: | Rubinato (Venezia) |

|                               |           |  |
| Loetti 36’ (rig.) Rossi I 47’ | Marcatori |  |

| Arbitro: | Beretta (Novi Ligure) |

|                         |           |                       |
| Benassi 11’ Gerbini 42’ | Marcatori | 30’ Dusi 80’ Azimonti |

| Arbitro: | Pizziolo (Firenze) |

|  |           |                       |
|  | Marcatori | 12’ Severi 43’ Loetti |

| Arbitro: | Oblack (Trieste) |

|                                  |           |  |
| Azimonti 55’ Dusi 70’ Loetti 82’ | Marcatori |  |

| Arbitro: | Salvagno (Trieste) |

|  |           |                                                                          |
|  | Marcatori | 38’ Severi 55’ Loetti 70’ (aut.) Diotti 80’ Azimonti 89’ (aut.) Giussani |

| Arbitro: | Bartolini (Pisa) |

|                               |           |  |
| Loetti 42’ (rig.) Rossi I 80’ | Marcatori |  |

| Arbitro: | Moretti (Genova) |

|                             |           |  |
| Severi 59’, 62’ Dalfini 74’ | Marcatori |  |

| Arbitro: | Gianni (Pisa) |

|              |           |                                |
| Valesani 16’ | Marcatori | 3’ Severi 11’ Dusi 58’ Rossi I |

| Arbitro: | Bartolini (Pisa) |

|            |           |  |
| Radice 84’ | Marcatori |  |

#### Girone di ritorno
| Arbitro: | Galeati (Bologna) |

|                                                                       |           |  |
| Rolando 36’ (aut.) Dalfini 38’ Candiani 47’ Severi 83’ Lombardini 85’ | Marcatori |  |

| 24 dicembre 1933 15ª giornata |  | – Turno di riposo PRO PATRIA |  |  |

| Arbitro: | Salvagno (Trieste) |

|                                                      |           |  |
| Lombardini 9’ (aut.) Lattuada 24’ Mariani 69’ (rig.) | Marcatori |  |

| Arbitro: | Mattea (Torino) |

|                             |           |                                                       |
| Candiani 64’, 76’ Giani 68’ | Marcatori | 15’ Dossena 33’ Barisone 41’ Munerati 73’ (aut.) Mara |

| Arbitro: | Gonani (Ravenna) |

|  |           |             |
|  | Marcatori | 13’ Luraghi |

| Arbitro: | Bonivento (Venezia) |

|                                                                   |           |                           |
| Severi 16’ Candiani 47’ Dalfini 60’ Azimonti 75’, 77’ Luraghi 76’ | Marcatori | 59’ (rig.), rig.’ Bermone |

| Arbitro: | Balestrazzi (Bari) |

|                                         |           |  |
| Candiani 43’ Luraghi 73’ Loetti 78’ 88’ | Marcatori |  |

| Arbitro: | Zorzi (Belluno) |

|                                                   |           |  |
| Rizzotti 1’, 18’ Cappellini 44’, 81’ Rizzotti 61’ | Marcatori |  |

| Arbitro: | Marsciani (Modena) |

|          |           |                 |
| Dusi 80’ | Marcatori | 76’ Formenti II |

| Arbitro: | De Sanctis (Roma) |

|              |           |  |
| Sassetti 16’ | Marcatori |  |

| Arbitro: | Salvagno (Trieste) |

|              |           |  |
| Rancilio 32’ | Marcatori |  |

| Arbitro: | Gonani (Ravenna) |

|                     |           |  |
| Loetti 4’, 53’, 89’ | Marcatori |  |

| Arbitro: | Zallone (Bari) |

|             |           |             |
| Arnoldi 66’ | Marcatori | 81’ Bedetti |

##### Girone finale
| Arbitro: | Beraldi (Roma) |

|                |           |  |
| Galli 13’, 60’ | Marcatori |  |

| Arbitro: | Scotto (Savona) |

|          |           |           |
| Dusi 43’ | Marcatori | 69’ Preti |

| Sampierdarena 15 aprile 1934 3ª giornata | Sampierdarenese   | 0 – 0 | Pro Patria | Stadio del Littorio\| Arbitro: \| Bertolio (Torino) \| |
| Arbitro:                                 | Bertolio (Torino) |       |            |                                                        |

| Arbitro: | Carnevali (Roma) |

|                        |           |  |
| Rossi I 21’ Loetti 22’ | Marcatori |  |

| Arbitro: | Bartolini (Pisa) |

|              |           |            |
| Giacobbe 31’ | Marcatori | 44’ Loetti |

| Busto Arsizio 6 maggio 1934 6ª giornata | Pro Patria          | 0 – 0 | Modena | Stadio Comunale\| Arbitro: \| Bonivento (Venezia) \| |
| Arbitro:                                | Bonivento (Venezia) |       |        |                                                      |

| Arbitro: | De Sanctis (Roma) |

|  |           |             |
|  | Marcatori | 44’ Dalfini |

| Arbitro: | Gonani (Ravenna) |

|            |           |             |
| Loetti 10’ | Marcatori | 29’ Rigotti |

| Arbitro: | Scarpi (Dolo) |

|                       |           |  |
| Gobbi 52’ Mariani 83’ | Marcatori |  |

| Arbitro: | Mazzarini (Roma) |

|                   |           |                                          |
| Loetti 61’ (rig.) | Marcatori | 17’ Frossi 20’ Marchionneschi 57’ Frossi |